# Electra (píseň)
„Electra“ je třináctý a zároveň poslední singl americké heavy metalové skupiny Dio. Skladbu napsal frontman skupiny Ronnie James Dio, který v květnu roku 2010 zemřel.

## Sestava
- Ronnie James Dio - zpěv
- Doug Aldrich - kytara
- Rudy Sarzo - baskytara
- Simon Wright - bicí
- Scott Warren - klávesy